# Robert Gwaze
Robert Gwaze est un joueur d'échecs zimbabwéen né en 1982. Il a atteint la notoriété avec sa performance à l'olympiade d'échecs de 2002 à Bled (Slovénie) où il réalisa le meilleur score au premier échiquier avec 9 points sur 9 et remporta la médaille d'or individuelle. Grâce à ce résultat, il obtint la dernière norme pour le titre de maître international.

## Champion du Zimbabwe et d'Afrique
Robert Gwaze est champion d'échecs du Zimbabwe en 1997.
En 2007, Robert Gwaze remporta le championnat d'échecs d'Afrique et se qualifia pour la coupe du monde d'échecs 2007 où il fut éliminé au premier tour par Alexeï Chirov. Lors de la coupe du monde d'échecs 2011 il fut éliminé au premier tour par Ruslan Ponomariov.

## Olympiades
Robert Gwaze a représenté le Zimbabwé lors de quatre olympiades :
- en 1998, il marqua 4,5 points sur 9 (50 %) au quatrième échiquier ;
- en 2000, il marqua 6,5 points sur 9 (72,2 %) au premier échiquier ;
- en 2002, il marqua neuf victoires en 9 parties au premier échiquier[3],[4] (Gwaze est le seul joueur depuis Alexandre Alekhine à avoir remporté neuf parties sur neuf lors d'une olympiade).

Après 2002, le Zimbabwé ne revint  à la compétition qu'en 2012, après  une interruption de dix ans et Robert Gwaze marqua seulement 3,5 points au premier échiquier.